# Шарлотта Савойська
Шарлотта Савойська (фр. Charlotte de Savoie; 1440 — 1 грудня 1483) — друга дружина короля Франції Людовіка XI. Дочка Людовіка I, герцога Савойського і Анни де Лузіньян, принцеси Кіпрської.

## Біографія
У 1451 році, Шарлотта вийшла заміж за дофіна Франції Людовіка (майбутнього Людовика XI), старшого сина короля Франції Карла VII і Марії Анжуйской. Нареченій було всього десять років, в той час як її нареченому двадцять вісім. Шлюб був звичайним політичним союзом і чоловік приділяв Шарлотті мало уваги. У них народилося вісім дітей, троє з яких вижили:
1. Людовик (1458—1460)
2. Іоахим (1459)
3. Луїза (1460)
4. Анна де Боже (1461—1522) з 1473 року одружена з П'єром II (1438—1503), герцогом де Бурбон
5. Іоанна (1464—1505)
6. Франциск (1466)
7. Карл VIII (1470—1498) король Франції з 1483 року
8. Франциск (1472—1473)

Шарлотта померла 1 грудня 1483, переживши свого чоловіка на кілька місяців.